# Копиченка
Копи́ченка (каз. Копыченка) — село у складі Федоровського району Костанайської області Казахстану. Входить до складу Федоровського сільського округу.
Населення — 252 особи (2021; 260 у 2009, 437 у 1999, 484 у 1989).

## Персоналії
В селі народилися українські мистецтвознавці Василь та Євген Афанасьєви.[джерело?]